# Gare de Saint-Mammès
La gare de Saint-Mammès est une halte ferroviaire française de la ligne de Paris-Lyon à Marseille-Saint-Charles située sur le territoire de la commune de Saint-Mammès, dans le département de Seine-et-Marne, en région Île-de-France.
C'est une halte de la Société nationale des chemins de fer français (SNCF), desservie par les trains de la ligne R du Transilien et par des trains du réseau TER Bourgogne-Franche-Comté.

## Situation ferroviaire
La gare de Saint-Mammès est située au point kilométrique 68,130 de la ligne de Paris-Lyon à Marseille-Saint-Charles. 

## Histoire

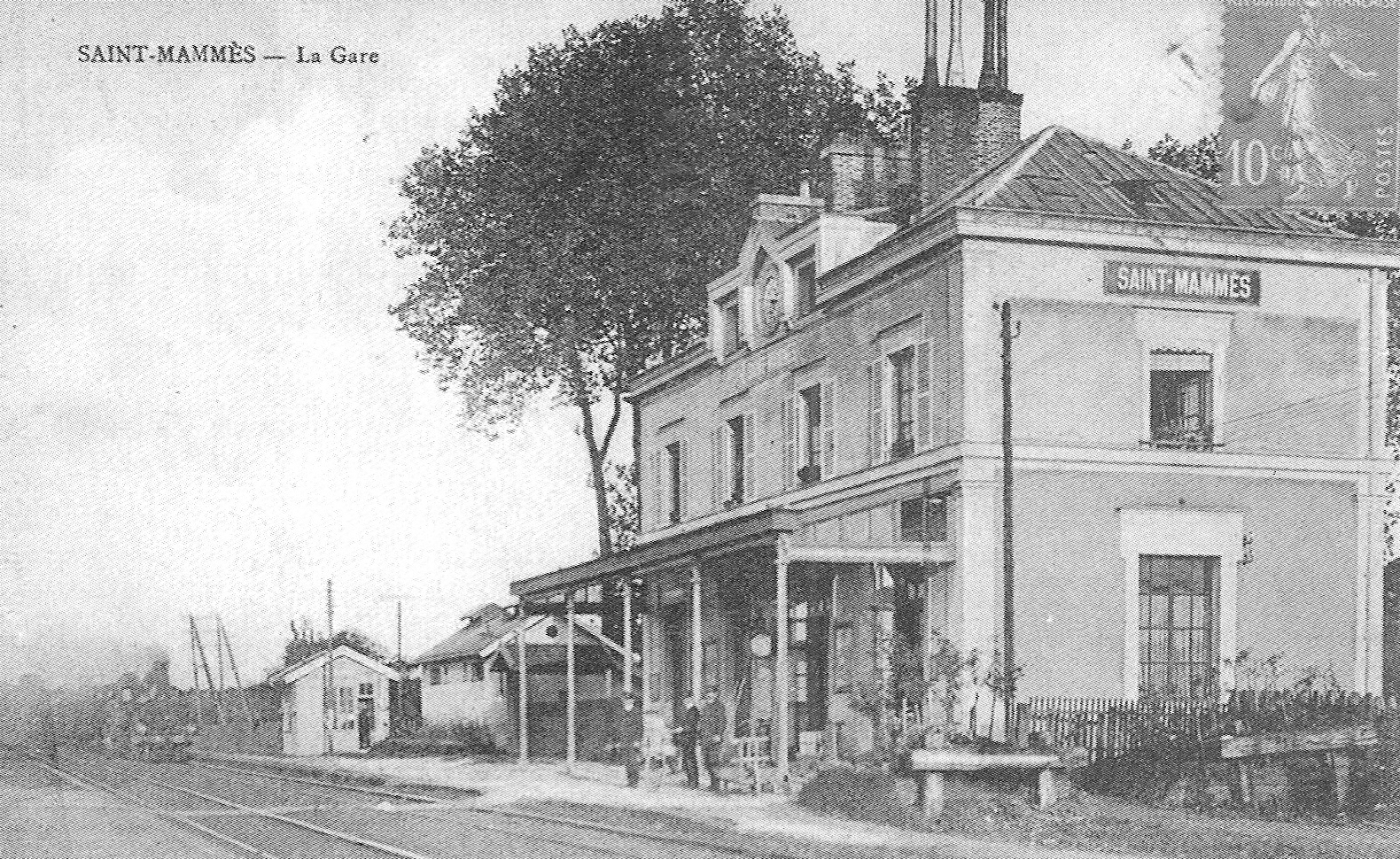
Vue de l'intérieur de la gare au début du XXe siècle.

Avant la création de la gare de Moret - Veneux-les-Sablons dans la seconde moitié du XIXe siècle, la gare de Saint-Mammès était autrefois nommée Moret - Saint-Mammès[réf. nécessaire].
En 1866, le prix d'un aller Paris - Saint-Mammès coûtait 7,75 F en 1re classe, 5,80 F en 2e classe et 4,25 F en 3e classe.

## Fréquentation
De 2015 à 2022, selon les estimations de la SNCF, la fréquentation annuelle de la gare s'élève aux nombres indiqués dans le tableau ci-dessous.
| Année     | 2015    | 2016    | 2017    | 2018    | 2019    | 2020    | 2021    | 2022    |
| --------- | ------- | ------- | ------- | ------- | ------- | ------- | ------- | ------- |
| Voyageurs | 327 578 | 340 771 | 353 693 | 359 224 | 367 310 | 205 853 | 322 236 | 303 399 |

## Services voyageurs

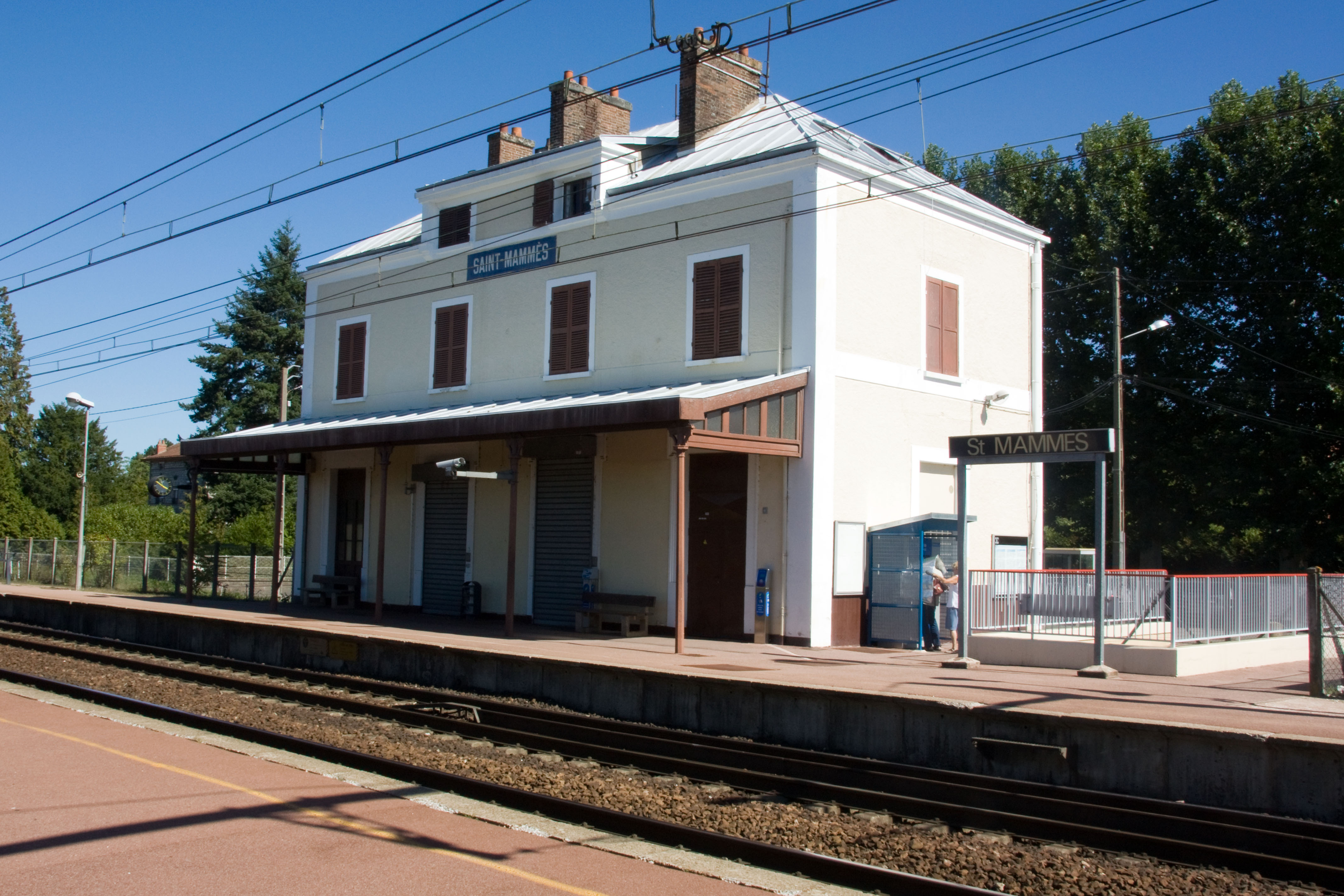
En premier plan : la voie 1 en direction de Montereau, en second plan : la voie 2 en direction de Melun et Paris Gare de Lyon.

### Accueil et équipement
La gare possède un bâtiment voyageurs actuellement fermé. 
Un passage souterrain permet l'accès aux quais.
La gare dispose d'un parking gratuit d'une capacité de 200 places.

### Desserte
La gare est desservie par les trains de la ligne R du Transilien (réseau Paris Sud-Est) circulant entre Paris et Montereau et, en complément, par des trains TER Bourgogne-Franche-Comté circulant entre Paris-Gare-de-Lyon et Laroche - Migennes.